# Луїш Лоренсу
Луїш Лоренсу (порт. Luís Lourenço, нар. 5 червня 1983, Луанда) — португальський і ангольський футболіст, що грав на позиції нападника.
Виступав, зокрема, за клуб «Спортінг», а також національну збірну Анголи.

## Клубна кар'єра
Народився 5 червня 1983 року в місті Луанда. Вихованець футбольної школи клубу «Спортінг».
У дорослому футболі дебютував 2000 року виступами за команду «Спортінг» Б, у якій провів один сезон, взявши участь у 52 матчах чемпіонату. 
Згодом з 2001 по 2002 рік грав у складі команд «Бристоль Сіті» та «Олдем Атлетик».
Своєю грою за останню команду привернув увагу представників тренерського штабу клубу «Спортінг», до складу якого приєднався 2003 року. Відіграв за лісабонський клуб наступні три сезони своєї ігрової кар'єри.
Протягом 2004—2016 років захищав кольори клубів «Белененсеш», «Уніан Лейрія», «Віторія» (Сетубал), «Паніоніос», «Керкіра», «Морейренсе», «Альсіра», «Фаренсе», «Корона» (Брашов) та «Пінальновенсе».
Завершив ігрову кар'єру у команді «Атлетіку» (Лісабон), за яку виступав протягом 2016—2017 років.

## Виступи за збірні
У 2000 році дебютував у складі юнацької збірної Португалії (U-19), загалом на юнацькому рівні взяв участь у 23 іграх, відзначившись 13 забитими голами.
Протягом 2003–2005 років залучався до складу молодіжної збірної Португалії. На молодіжному рівні зіграв у 22 офіційних матчах, забив 5 голів.
У 2011 році провів одну гру у складі національної збірної Анголи.